# Luigi Musso

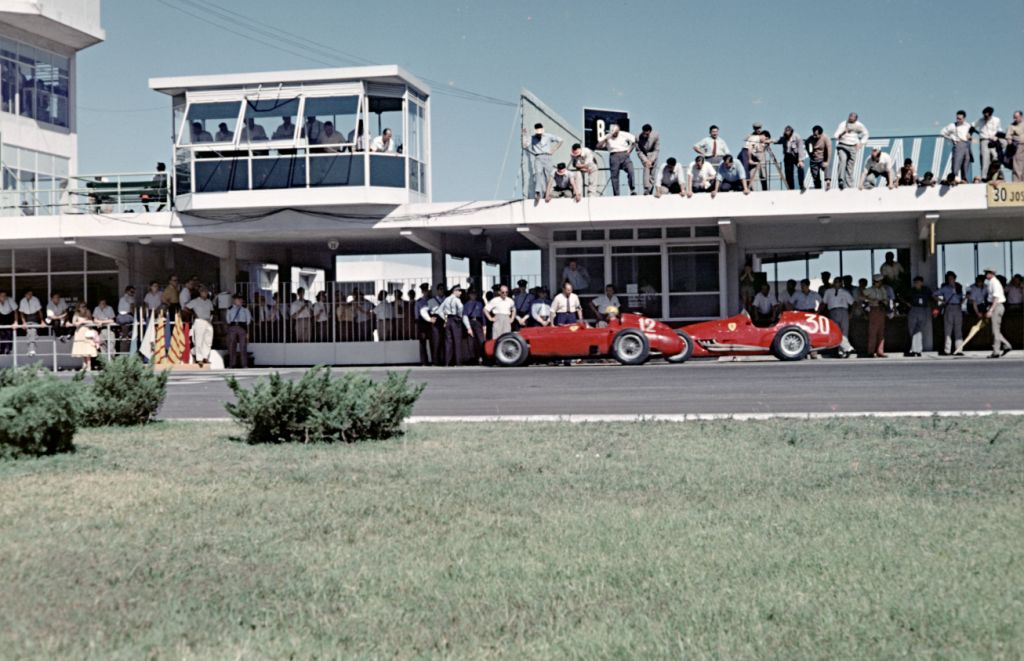
Luigi Musso (nr. 12) och José Froilán González (nr. 30) i Argentinas Grand Prix 1957.

Luigi Musso, född 28 juli 1924 i Rom, död 6 juli 1958 i Reims i Frankrike, var en italiensk racerförare.

## Racingkarriär
Musso tävlade i Formel 1 under 1950-talet för Maserati och Ferrari. Han vann ett lopp, det i Argentina 1956, och kom som bäst trea i Formel 1-VM 1957, då han körde för Ferrari. Musso avled efter en krasch i Frankrike 1958. Han blev 33 år.

## F1-karriär
| Säsong                | Stall/Tillverkare     | Placering             | Lopp | Poäng | Etta | Tvåa | Trea | Pole | Varv |
| --------------------- | --------------------- | --------------------- | ---- | ----- | ---- | ---- | ---- | ---- | ---- |
| 1953                  | Maserati              | -                     | 1    |       |      |      |      |      |      |
| 1954                  | Maserati              | 8                     | 3    | 6     |      | 1    |      |      |      |
| 1955                  | Maserati              | 9                     | 6    | 6     |      |      | 1    |      |      |
| 1956                  | Ferrari               | 11                    | 4    | 4     | 1    |      |      |      |      |
| 1957                  | Ferrari               | 3                     | 6    | 16    |      | 2    |      |      | 1    |
| 1958                  | Ferrari               | 8                     | 5    | 12    |      | 2    |      |      |      |
| Sammanlagt 6 säsonger | Sammanlagt 6 säsonger | Sammanlagt 6 säsonger | 25   | 44    | 1    | 5    | 1    | 0    | 1    |

| 1. Argentina 1956                                                                         | \| 1. Spanien 1954 2. Frankrike 1957 3. Storbritannien 1957 4. Argentina 1958 5. Monaco 1958 \| | 1. Nederländerna 1955 |
|                                                                                           |                                                                                                 |                       |
| 1. Spanien 1954 2. Frankrike 1957 3. Storbritannien 1957 4. Argentina 1958 5. Monaco 1958 |                                                                                                 |                       |

### Snabbaste varv i F1-lopp
1. Frankrike 1957